# Nebrīn
Nebrīn (persiska: نبرین) är en ort i Iran.   Den ligger i provinsen Östazarbaijan, i den nordvästra delen av landet, 500 km väster om huvudstaden Teheran. Nebrīn ligger 1 285 meter över havet och antalet invånare är 974.
Terrängen runt Nebrīn är platt åt sydväst, men åt nordost är den kuperad. Runt Nebrīn är det ganska tätbefolkat, med 207 invånare per kvadratkilometer. Närmaste större samhälle är Bonāb, 14,7 km sydost om Nebrīn. Trakten runt Nebrīn är ofruktbar med lite eller ingen växtlighet.